# Rickenbach (Turgóvia)
Rickenbach é uma comuna da Suíça, no Cantão Turgóvia, com cerca de 2.427 habitantes. Estende-se por uma área de 1,58 km², de densidade populacional de 1.536 hab/km². Confina com as seguintes comunas: Jonschwil (SG), Kirchberg (SG), Wil (SG), Wilen.
A língua oficial nesta comuna é o Alemão.